# ستارهاك (لعبة فيديو 2012)
ستارهاك (بالإنجليزية: Starhawk)‏ ، هي لعبة فيديو من نوع تصويب منظور الشخص الثالث، أنتجت عام 2012م، وتعمل لنظام بلاي ستيشن 3.

## وصلة خارجية
- Starhawk at us.PlayStation.com